# P4 extra
P4 extra är ett samhällsprogram i Sveriges Radio som började sändas 17 januari 2005. Programmet tar upp aktuella händelser, både allvarliga som brottslighet, krig och naturkatastrofer, och lättsammare som musik och underhållning, samt innehåller intervjuer, ofta med kändisar. I programmet spelas populärmusik.
Sedan 2016 sänds programmet alla dagar i veckan, måndag till torsdag från Stockholm, fredag från Malmö (från och med januari 2017) samt lördag till söndag från Göteborg.
Lotta Bromé var programledare från februari 2008 – november 2017.

## P4 Extras programledare genom åren
- Rickard Olsson, januari 2005 – juni 2005 från Stockholm.
- Henrik Olsson, sommarvikarie 2005, från Stockholm.
- Christer Engqvist, september 2005 – januari 2007.
- Håkan Eng, september 2005 - januari 2006. Delade på uppdraget med Christer Engqvist.
- Anna-Karin Andersson, sommarvikarie från Örebro. Även programledare och researcher för P4 Extra september 2006 – januari 2009.
- Arne Holmberg, sommarvikarie 2006 och 2007, från Örebro.
- Lotta Jernström, januari 2007 – juni 2007.
- Pontus Enhörning, januari 2007 – januari 2008 som bisittare, men har också varit programledare.
- Marie Hansson, sommarvikarie från Örebro 2007.
- Marika Rennerfelt, september 2007 – januari 2008, vikarie för Lotta Bromè under hösten och vintern 2009/2010 och våren 2010.
- Lotta Bromé, februari 2008 – november 2017.
- Lennart Persson, sommarvikarie 2008, 2012, 2013 från Göteborg.
- Tomas Tengby, sommarvikarie 2008, från Göteborg.
- Erik Blix, nuvarande programledare 2008 – , från Göteborg. Han har även vikarierat för Lotta Bromè hösten 2009 – 2012 och under våren 2014 samt sänt från P4 Extra Stockholm från hösten 2017 till oktober 2018.
- Carin Ahlqvist, sommarvikarie 2009 – 2011 från Göteborg.
- Harald Treutiger, sommarvikarie 2009 – 2011, 2013 – 2014 från Göteborg.
- Carina Holmberg, sommarvikarie 2012 – 2014 från Göteborg. Hon har även vikarierat för Lotta Bromé under våren 2012. Hon har dessutom varit programledare för P4 Extra Helg.
- Karin Hübinette, vikarie för Lotta Bromé under våren 2012.
- Belinda Olsson, sommarvikarie 2013 från Göteborg.
- Lasse Bengtsson, augusti 2014 – maj 2015 från Stockholm.
- Carin Hjulström, sommarvikarie 2015–2016 från Göteborg.
- Jens Möller, sommarvikarie 2018 från Göteborg.
- Svjetlana Pastuhovic, nuvarande programledare från Malmö från 2017.[4]
- Titti Schultz, nuvarande programledare från Stockholm september 2018 –
- Anders S Nilsson, vikarierande programledare sedan december 2020. [5]
- Karin Frick, vikarierande progamledare sedan maj 2023. [6]